# Мабиус, Эрик
Э́рик Га́рри Ти́моти Ма́биус (англ. Eric Harry Timothy Mabius; род. 22 апреля 1971) — американский актёр кино и телевидения.

## Биография
Эрик Мабиус родился 22 апреля 1971 года в штате Пенсильвания (США). После окончания школы он учился в Колледже Сара-Лоуренс, где изучал актёрское искусство, кинематографию и теорию кино. В годы учёбы в колледже Эрик начал участвовать в театральных постановках в Нью-Йорке.
Эрик Мабиус (полное имя Эрик Гарри Тимоти Мабиус) — американский кино- и телеактер, известный по ролям Дэниэла Мида в сериале «Дурнушка Бетти» и по научно-фантастическому фильму ужасов 2002 года «Обитель Зла».
Карьеру актера Эрик начал с небольшой роли в бродвейской постановке, а первую кинороль получил в фильме 1995 года «Добро пожаловать в кукольный дом», призере ежегодного Sundance Film Festival.
27 февраля 2006 года Эрик женился на Ив Шерман, с которой вместе учился в школе. Пара воспитывает двоих детей — Максвела Эллиота (род. 15 июня 2006 года) и Райлана Джексона (род. 7 декабря 2008 года в Нью-Йорке).

## Фильмография
- 1995 — Добро пожаловать в кукольный дом (фильм) / Welcome to the Dollhouse
- 1995 — The Journey of August King
- 1996 — I Shot Andy Warhol
- 1996 — Harvest of Fire
- 1996 — A Gun for Jennifer
- 1997 — Луговые собачки (фильм) / Lawn Dogs
- 1997 — Black Circle Boys
- 1999 — The Minus Man
- 1999 — Роскошная жизнь / Splendor
- 1999 — Жестокие игры (фильм) / Cruel Intentions
- 2000 — Ворон 3: Спасение / The Crow: Salvation
- 2000 — On the Borderline
- 2001 — Tempted
- 2002 — Обитель зла / Resident Evil — Мэтт
- 2004 — Обитель зла 2: Апокалипсис / Resident Evil: Apocalypse — Мэтт (во флешбеке)
- 2003-2007 — О. С. — Одинокие сердца (телесериал) / The O.C. (сериал) — Дин Джэк Хесс
- 2004-2006 — Секс в другом городе / The L Word (сериал) — Тим Хэспел
- 2006-2010 — Дурнушка (телесериал) / Ugly Betty (сериал) — Дэниел Мид
- 2011 — Изгои (телесериал) / Outcasts (сериал) — Джулиус Бергер